# Maricica Țăran
Maricica Țăran, férjezett neve Maricica Iordache (Szatmárnémeti, 1962. január 4. –) olimpiai bajnok román evezős.

## Pályafutása
Szatmárnémetiben született és a közeli Kisgércen nőtt fel. Az 1984-es Los Angeles-i olimpián négypárevezősben aranyérmet szerzett társaival. 1985-ben és 1986-ban román színekben egy-egy ezüst-, és bronzérmet ért el ugyanebben a versenyszámban. 1987-ben egy mannheimi verseny után nem tért haza és az NSZK-ban maradt. 1990-ben már nyugatnémet színekben lett világbajnoki bronzérmes egypárevezősben.

## Sikerei, díjai
- Olimpiai játékok – négypárevezős
  - aranyérmes: 1984, Los Angeles
- Világbajnokság
  - ezüstérmes: 1986 (négypárevezős)
  - bronzérmes: 1985 (négypárevezős), 1990 (egypárevezős)